# 타츠타 나오키
타츠타 나오키(일본어: 龍田 直樹 たつた なおき[*], 1950년 9월 8일~)는 일본의 성우이다. 와카야마현 출신이다.

## 출연작

### 애니메이션
- 괴도 조커 - 오니야마 도쿠사부로
- 게게게의 키타로 6기 - 부에르, 미미나가, 오시로이바바(백미할멈), 눗페라보우, 가난뱅이신(빈보우가미)
- 고양이 당인전 테얀데에 - 카라스 겐나리사이
- 곰돌이 푸 - 토끼
- 극장판 동물의 숲 - 너굴
- 금붕어 주의보 - 상어
- 기동전사 건담 ZZ - 도데 모, 대니, 드라이버
- 기동전사 건담 SEED - 듀에인 핼버튼
- 더 배트맨 - 조커
- 더 화이팅 - 야나오카(센도 타케시를 복서의 길로 이끈 나니와 권투회의 트레이너)
- 덕 다저스 - 스페이스 카뎃
- 드래곤 퀘스트: 타이의 대모험 (1991) - 자보에라
- 드래곤볼 - 오룡,  바부르스(바부르스는 카이에서 후지모토 타카히로로 변경.), 야무, 문어과학자,나레이션, 북쪽 계왕(드래곤볼 超 12화부터는 야나미 조지가 건강상의 문제로 중도하차하여 그의 배역인 나레이션과 계왕 역을 이어서 담당하고 있다.)
- 루니 툰 - 포키 피그
- 마동왕 그랑조트 - Dr. 바이블, 니진스키 스칼라 바카
- 마법사 프리큐어! - 라부
- 마법의 스타 매지컬 에미 - 토보
- 마신영웅전 와타루 - EX맨 초록 등
- 맛의 달인 - 키리타 야스오
- 모여라! 시튼 학원 - 아마노 칼로리스
- 모험왕 비트 - 가네르
- 못말리는 비버형제 - 대게트
- 명탐정 코난 - 누마부치 키이치로(김원일)
- 미스터 아짓코 - 타레메 신타로
- 미소녀 전사 세일러 문 SuperS - 미스터 매직 피에로
- 반요 야샤히메 - 토토사이(원래 이누야샤에서 담당 성우였던 야나미 조지가 요양 중이므로 바뀌었다.)
- 북두의 권 - 성군 정규군 병사
- 별의 커비(애니메이션) - 에스카르곤
- 사이보그 쿠로짱 - 나레이션, 요코우치 나오키, 덴도 이사무
- 세인트 세이야 - 까마귀자리의 자미안
- 시티헌터 - 나오야
- 신 메이플 타운 이야기 팜 타운 편 - 요타
- 신세기 GPX 사이버 포뮬러 - 유괴범(TV판 5화), 에델리 부츠홀츠, 킹레드, 스페리온, 스미 료헤이(SAGA부터)
- 신 중화일미 - 세이요(맹달2)
- 스페이스 댄디 - 츄
- 슈퍼전대 시리즈
  - 백수전대 가오렌쟈 - 정월 오르그
  - 특수전대 데카렌쟈 - 포펜성인 하이마루
  - 마법전대 마지렌쟈 - 명수인 시프 가스톤
  - 굉굉전대 보우켄쟈 - 카와즈가미
  - 해적전대 고카이저 - 행동대장 자큘라
  - 열차전대 토큐쟈 - 보석 쉐도우
- 열혈최강 고자우라 - 곤도 다이자부로
- 원피스 - 카포네 벳지, 바스코 샷
- 유희왕 GX - 나폴레옹 교감
- 은하영웅전설 - 브레첼리
- 은혼 - 야규 빈보쿠사이
- 장난꾸러기 신 이야기 코로코로 포론 - 하데스,에피메테우스
- 저 너머의 아스트라 - 비고
- 천지창조 디자인부 - 신
- 침푸이 - 치라친쟈
- 철완 탐정 로보타크 - 마이트 반/마이티 원더
- 키테레츠 대백과 - 쿠마다 카오루
- 키랏토 프리☆챤 - 아카기 안나의 아버지
- 타이니 툰 - 콩코드 콘돌
- 트랜스포머 더 헤드마스터즈 - 와이프
- 평온세대의 위타천들 - 바코드
- 프린세스 나인 키사라기 여고 야구부 - 미타 교장, 시게
- 후낫시와 후나후나후나 일화 - 낫시 신
- 호오즈키의 냉철 - 누라리횬
- 호빵맨 - 핫도그, 솜사탕 할아버지, 가마구치 뱀, 오차즈케 씨, 벌레 버킷맨(2대)

### 게임
- 리그 오브 레전드 - 클레드
- 메탈기어 솔리드 3 - 소코로프
- 미소녀 닌자 모험기 시리즈
  - 미소녀 닌자 모험기 2 - 아야노코우지 요시유키
- 봄버맨 시리즈
  - 봄버맨: 패닉 봄버 - 부롤, 쿠로본(둘 대사도 똑같다)
  - 봄버맨 판타지 레이스 - 버글러
  - 봄버맨 제터즈 - 닥터 메카드
- 사설탐정 헌트(메가 CD판) - 블레이드
- 슈퍼로봇대전 OG사가 마장기신 THE LORD OF ELEMENTAL - 팔계
- 이스 Ⅷ: 라크리모사 오브 다나 - 리틀 패로, 커란 경
- 제노블레이드 크로니클스 2 - 콜
- 킹덤 하츠 시리즈
  - 킹덤 하츠 II - 래빗
  - 킹덤 하츠 3D Dream Drop Distance - 빙글보이S
- 파이널 판타지 7 리메이크 - 팔머

### 외화
- 누가 로져 래빗을 모함했나 - 스투피드
- 마이티 몰핀 파워레인저극장판 - 알파5
- 쿵푸팬더 - 핑(포의 아버지)
- 취권1 - 황비홍의 친구 역 (이초준)